# Matelea cynanchoides
Matelea cynanchoides är en oleanderväxtart som först beskrevs av Georg George Engelmann, och fick sitt nu gällande namn av R. E. Woodson. Matelea cynanchoides ingår i släktet Matelea och familjen oleanderväxter. Inga underarter finns listade i Catalogue of Life.